# Крестьянское восстание в Рязанской губернии
Крестья́нское восста́ние в Ряза́нской губе́рнии — один из эпизодов Гражданской войны в России.

## Причины
Основными причинами крестьянского движения в 1918 году в Рязанской губернии стали принудительная мобилизация в РККА и деятельность комбедов, отбиравших «излишки» зерна. Пик восстаний пришёлся на ноябрь 1918 года, сорвавший празднование в 1918 году первой годовщины советской власти в губернии.

## События
В январе 1918 года прошли антисоветские выступления в Данковском, Пронском, Касимовском, Михайловском, Ряжском и Сапожковском уездах под руководством правоэсеровских комитетов защиты разгромленного большевиками Учредительного собрания.
В мае 1918 года вспыхнуло восстание в Сапожковском уезде, одной из причиной бунта также стала принудительная мобилизация в Красную Армию. После указа о мобилизации молодёжи 1898—1899 годов рождения крестьяне начали на улицах убивать коммунистов. Всего по уезду погибло 75 человек.
1 июля 1918 года в селе Спас-Клепики многотысячная толпа крестьян растерзала местного начальника народной милиции и трёх представителей Рязанской губернской чрезвычайной комиссии и подняла восстание, которое было быстро подавлено.
28 июля 1918 года на сходе крестьян села Сысои Пронского уезда при решении вопроса об организации комбеда «деревенские богачи» вступили в рукопашную схватку с комитетами бедноты. Для наведения порядка власти привлекли красноармейцев.
В 20-х числах октября 1918 года недовольные изъятием хлеба крестьяне восстали в сёлах Суйск и Столпцы на территории современного Старожиловского района. Их поддержали крестьяне из Хрущёва, Чемодановки и Биркина, которые перекрыли железную дорогу и разобрали рельсы, а 6 ноября начали наступление на Старожилово. 7-9 ноября крестьяне вели бои с красноармейцами из Рязани и милиционерами из Пронска. Прибытие из Скопина латышских стрелков переломило ситуацию в пользу красных. Предводители крестьян были убиты, а восстание разгромлено.
В первых числах ноября в окрестностях Путятина крестьяне начали избивать коммунистов, самосуды произошли в сёлах Береговое, Песочня, Отрада и Унгор. Восстания были подавлены присланным отрядом ЧК из Сапожка.
1 ноября 1918 года Касимове новобранцы-крестьяне, мобилизованные в Красную армию подняли мятеж. Им удалось занять значительную часть города. Восставших поддержали крестьяне села Занины-Починки и Алексеево. 7 ноября два парохода «Ленин» и «Троцкий», везущие в Касимов красноармейцев, были обстреляны с берега крестьянами. Восстание было подавлено присланным в город вооружённым отрядом ЧК из Владимира. В Касимове и уезде было расстреляно до 150 человек.
5-9 ноября года прошли антисоветские восстания в разных волостях Михайловского, Пронского, Сапожковского, Ряжского, Касимовского, Зарайского, Рязанского, Михайловского, Спасского уездов.
7 ноября в селе Ижевское крестьяне, убив начальника волостной милиции, стали формировать вооружённые отряды и наступать на Спасск. К ним присоединились вооружённые вилами жители Кис-труса. Отряд был остановлен под городом пулемётным огнём и отступил.
7 ноября из села Александровка два крестьянских отряда с ружьями и винтовками пошли разными дорогами на Сапожок. Город оказался на военном положении, на колокольне поставили пулемёты. Отряд уездной ЧК разбил один отряд наступавших. В это время другой отряд ворвался в город со стороны Шацкой слободы, но был быстро выбит. 8 ноября бои продолжались у сёл Чёрная Речка, Смыково и Собчаково и завершились в пользу большевиков.
13 ноября в селе Байдики недовольные крестьяне начали бунт и избили местного комиссара. Из Михайлова был прислан конный отряд красноармейцев, подавивший бунт. Было убито более 30 человек.
В 1919 году в Ряжском уезде появился крестьянский отряд Огольцова. Уроженец села Щурово Афанасий Семёнов (по прозвищу Огольцов) отбирал у продотрядов собранный хлеб и раздавал его назад крестьянам. Его отряд состоял из дезертиров из РККА и местных крестьян. Отряд был разгромлен только к июлю 1920 года.